# عبد الله الصالح العثيمين
عبد الله الصالح العثيمين (1355- 1436 هـ / 1936- 2016 م)، مؤرِّخ وشاعر سعودي، والأمين العام السابق لجائزة الملك فيصل العالمية. كان عضوًا في مجلس الشورى بين 1999- 2009. وهو شقيق الشيخ محمد بن صالح العثيمين.

## سيرته
وُلد عبد الله بن صالح العثيمين في عُنَيزة، عام 1355هـ/ 1936م. تلقى تعليمه الأولي في مسقط رأسه (عنيزة)، ثم حصل على شهادة المعهد العلمي في عنيزة عام 1377هـ، ثم حصل على شهادة المعهد العلمي في مكة المكرمة عام 1378هـ ، وتخرج من قسم التاريخ في جامعة الملك سعود بالرياض، ثم حصل على الدكتوراه من جامعة أدنبرة عام 1972، وعمل في جامعة الملك سعود بصفته عضوًا في هيئة التدريس بقسم التاريخ، وأمضى قرابة 28 عامًا في مضمار التعليم الأكاديمي.

## اهتمامه بالأدب
بدأ العثيمين بكتابة القصيدة في وقت مبكر، وكان من أبرز التلاميذ في المعهد العلمي في الكتابة الأدبية والإلقاء، ويعد اليوم أحد أبرز الأدباء في المملكة العربية السعودية، وتمثل قصائده جيلاً مختلفًا عن سابقه فيما يتعلق بالتجديد في اللغة والمضمون، أقام العثيمين العديد من الأمسيات الأدبية، وأصدر عددًا من الدواوين، وكتب مقالات نقدية في الأدب. كان يستفتح محاضراته ولقاءاته غالبًا بالقصائد الشعرية التي تكون من تأليفه، وكثيرًا ما كانت تظهر النزعة الوطنية والعربية والإسلامية في قصائده، وقد درس شعر العثيمين أحمد مطلوب في كتابه:(عرار نجد: قراءة في شعر عبد الله العثيمين)، ومن أهم مؤلفات العثيمين في الشعر الآتي:
- ديوان/ نمونة قصيد (شعر شعبي)
- بوح الشباب.
- دمشق وقصائد أخرى.
- لاتسلني.
- مشاعر في زمن الوهج.
- صدى البهجة.
- عودة الغائب.[8]

## مؤلفاته
1. تاريخ المملكة العربية السعودية
2. معارك الملك عبد العزيز المشهورة لتوحيد المملكة
3. نشأة إمارة آل رشيد
4. العلاقة بين الدولة السعودية الأولى والكويت[9]
5. الشيخ محمد بن عبد الوهاب: حياته وفكره
6. كيف كان ظهور شيخ الإسلام محمد بن عبد الوهاب
7. ترجمة كتاب مواد لتاريخ الوهابيين الذي ألفه الرحالة/ جوهان لودفيج بوركهارت
8. من حديث بوركهارت عن الخيل العربية قبل 170 سنة – ترجمة
9. محاضرات وتعليقات في تاريخ المملكة العربية السعودية
10. بحوث وتعليقات في تاريخ المملكة العربية السعودية.[10]
11. الدرعية نشأة وتطوراً في عهد الدولة السعودية الأولى.[11]

## وفاته
توفي عبد الله الصالح العثيمين عام 1436هـ/ 2016م في مدينة الرياض، وصُلي عليه في مسجد الراجحي.

## وصلات خارجية
- السيرة الذاتية للأستاذ الدكتورعبد الله الصالح العثيمين.
- عبد الله العثيمين: محددات الشخص ومكونات النص.